# جيمس بارنهيل
جيمس بارنهيل (بالإنجليزية: James Barnhill)‏ هو فنان أمريكي، ولد في 1955 في آشفيل في الولايات المتحدة.

## وصلات خارجية
- الموقع الرسمي